# 男人壞
《男人壞》是台灣歌手李翊君發行的第28張音樂專輯，距離上一次發行的個人專輯有5年時間。在這張專輯中，收錄了三立台灣台八點檔《家和萬事興》國語主題曲《男人壞》及唯一收錄台語歌曲《男人的一半是女人》，亦是該劇的台語主題曲。

## 曲目
1. 男人壞
2. 夢紅樓
3. 月光雪
4. 守住你前世的諾言
5. 男人的一半是女人
6. 我不相信
7. 失去愛還有什麼
8. 千江月
9. 雪上加霜
10. 還是選擇放手

## 腳註
1. ↑  兩張專輯是同步發行